# Sommer-Universiade 2001/Judo
Die Judo-Wettbewerbe der Sommer-Universiade 2001 fanden vom 23. bis zum 26. August in der chinesischen Hauptstadt Peking statt. Es handelte sich um die fünfte Austragung dieser Sportart bei den Studentenweltspielen.

## Ergebnisse Männer

### Extra-Leichtgewicht bis 60 kg
| Platz | Athlet                  | Land |
| ----- | ----------------------- | ---- |
| 1     | Masato Uchishiba        | JPN  |
| 2     | Wachtang Chositaschwili | GEO  |
| 3     | Choi Min-ho             | KOR  |
| 3     | João Derly              | BRA  |
| 5     | Kenji Uematsu           | ESP  |
| 5     | Iwan Tschaschtschin     | RUS  |
| 7     | Ridel Slamani           | ALG  |
| 7     | Vugar Budagov           | AZE  |

### Halb-Leichtgewicht bis 66 kg
| Platz | Athlet             | Land |
| ----- | ------------------ | ---- |
| 1     | Magame Djafarow    | RUS  |
| 2     | Murat Kalikulov    | UZB  |
| 3     | Franck Bellard     | FRA  |
| 3     | Miloš Mijalković   | YUG  |
| 5     | Georgery Frédéric  | BEL  |
| 5     | Dawit Margoschwili | GEO  |
| 7     | Vladimir Oleinic   | MDA  |
| 7     | Hend Schumacher    | GER  |

### Leichtgewicht bis 73 kg
| Platz | Athlet               | Land |
| ----- | -------------------- | ---- |
| 1     | Egamnazar Akbarov    | UZB  |
| 2     | Choi Yong-sin        | KOR  |
| 3     | Pak Chol-soo         | PRK  |
| 3     | Kanstanzin Sjamjonau | BLR  |
| 5     | Saghdat Sadyqow      | KAZ  |
| 5     | Waruschan Israjeljan | ARM  |
| 7     | Azar Fatullayev      | AZE  |
| 7     | Ionel Nanu           | ROU  |

### Halb-Mittelgewicht bis 81 kg
| Platz | Athlet           | Land |
| ----- | ---------------- | ---- |
| 1     | Kwon Young-woo   | KOR  |
| 2     | Mehman Əzizov    | AZE  |
| 3     | Cédric Claverie  | FRA  |
| 3     | Jaroslav Švec    | CZE  |
| 5     | Alischer Karimow | TJI  |
| 5     | Farkhod Turaev   | UZB  |
| 7     | Andrea Truzzi    | ITA  |
| 7     | Xiao Deqiang     | CHN  |

### Mittelgewicht bis 90 kg
| Platz | Athlet            | Land |
| ----- | ----------------- | ---- |
| 1     | Yosvany Despaigne | CUB  |
| 2     | Dmitri Morosow    | RUS  |
| 3     | Francesco Lepre   | ITA  |
| 3     | Hwang Hee-tae     | KOR  |
| 5     | Walentyn Hrekow   | UKR  |
| 5     | Anton Minárik     | SVK  |
| 7     | Nuraddin Salimov  | AZE  |
| 7     | Surab Swiadauri   | GEO  |

### Halb-Schwergewicht bis 100 kg
| Platz | Athlet                  | Land |
| ----- | ----------------------- | ---- |
| 1     | Keiji Suzuki            | JPN  |
| 2     | Jang Sung-ho            | KOR  |
| 3     | Mikhail Sokolov         | UZB  |
| 3     | Wital Jalowenko         | RUS  |
| 5     | Elco van der Geest      | NED  |
| 5     | Jean-Dominique Vanbever | FRA  |
| 7     | Ihor Horbokon           | UKR  |
| 7     | Franz Birkfellner       | AUT  |

### Schwergewicht über 100 kg
| Platz | Athlet               | Land |
| ----- | -------------------- | ---- |
| 1     | Dennis van der Geest | NED  |
| 2     | Alexander Michailin  | YUG  |
| 3     | Abdullo Tangriyev    | UZB  |
| 3     | Dmytro Selesen       | UKR  |
| 5     | Matthieu Bataille    | FRA  |
| 5     | Jeldos Ichsangalijew | KAZ  |
| 7     | Juryj Rybak          | BLR  |
| 7     | Pan Song             | CHN  |

### Offene Klasse
| Platz | Athlet              | Land |
| ----- | ------------------- | ---- |
| 1     | Jang Sung-ho        | KOR  |
| 2     | Abdullo Tangriyev   | UZB  |
| 3     | László Szilágyi     | HUN  |
| 3     | Ihar Makarau        | BLR  |
| 5     | Carlos Honorato     | BRA  |
| 5     | Marius Paškevičius  | LTU  |
| 7     | Koenraad Devisscher | BEL  |
| 7     | Yōhei Takai         | JPN  |

### Teambewerb
| Platz | Land        |
| ----- | ----------- |
| 1     | Russland    |
| 2     | Niederlande |
| 3     | Frankreich  |
| 3     | Japan       |

## Ergebnisse Frauen

### Extra-Leichtgewicht bis 48 kg
| Platz | Athlet              | Land |
| ----- | ------------------- | ---- |
| 1     | Danie Carrion       | CUB  |
| 2     | Gao Lijuan          | CHN  |
| 3     | Kayo Kitada         | JPN  |
| 3     | Frédérique Jossinet | FRA  |
| 5     | Tetjana Lusnikowa   | UKR  |
| 5     | Laura Moise         | ROU  |
| 7     | Pak Myong-hi        | PRK  |
| 7     | Kim Young-ran       | KOR  |

### Halb-Leichtgewicht bis 52 kg
| Platz | Athlet          | Land |
| ----- | --------------- | ---- |
| 1     | Xian Dongmei    | CHN  |
| 2     | Oxana Karsakowa | RUS  |
| 3     | Ellenita Merle  | FRA  |
| 3     | An Kum-ae       | PRK  |
| 5     | Ioana Dinea     | ROU  |
| 5     | Fabiane Hukuda  | BRA  |
| 7     | Song Hye-eun    | KOR  |
| 7     | Mika Kazama     | JPN  |

### Leichtgewicht bis 57 kg
| Platz | Athlet                  | Land |
| ----- | ----------------------- | ---- |
| 1     | Yurisleidy Lupetey      | CUB  |
| 2     | Chika Nonaka            | JPN  |
| 3     | Zheng Linli             | CHN  |
| 3     | Michaela Vernerová      | CZE  |
| 5     | Khishigbatyn Erdenet-Od | MNG  |
| 5     | Sabrina Filzmoser       | AUT  |
| 7     | Barbara Harel           | FRA  |
| 7     | Pak Hye-lan             | PRK  |

### Halb-Mittelgewicht bis 63 kg
| Platz | Athlet            | Land |
| ----- | ----------------- | ---- |
| 1     | Yang Sujun        | CHN  |
| 2     | Anaisis Hernandez | CUB  |
| 3     | Lee Bok-hee       | KOR  |
| 3     | Anna Sarajewa     | RUS  |
| 5     | Karen Roberts     | GBR  |
| 5     | Orit Bar-On       | ISR  |
| 7     | Danuše Zdeňková   | CZE  |
| 7     | Daniëlle Vriezema | NED  |

### Mittelgewicht bis 70 kg
| Platz | Athlet            | Land |
| ----- | ----------------- | ---- |
| 1     | Qin Dongya        | CHN  |
| 2     | Catherine Jacques | BEL  |
| 3     | Regla Leyén       | CUB  |
| 3     | Edith Bosch       | NED  |
| 5     | Kim Mi-jung       | KOR  |
| 5     | Kate Howey        | GBR  |
| 7     | Adriana Dadci     | POL  |
| 7     | Kim Lyn-mi        | PRK  |

### Halb-Schwergewicht bis 78 kg
| Platz | Athlet               | Land |
| ----- | -------------------- | ---- |
| 1     | Michelle Rogers      | GBR  |
| 2     | Claudia Zwiers       | NED  |
| 3     | Naomi Morishima      | JPN  |
| 3     | Cho Soo-hee          | KOR  |
| 5     | Yurisel Laborde      | CUB  |
| 5     | Anne-Sophie Mondière | FRA  |
| 7     | Jenny Karl           | GER  |
| 7     | Henar Parra          | ESP  |

### Schwergewicht über 78 kg
| Platz | Athlet             | Land   |
| ----- | ------------------ | ------ |
| 1     | Yuan Hua           | CHN    |
| 2     | Maki Tsukada       | JPN    |
| 3     | Maryna Prokofjewa  | UKR    |
| 3     | Tea Dongusaschwili | RUS    |
| 5     | Lee Hsiao-hung     | Taiwan |
| 5     | Barbara Andolina   | ITA    |
| 7     | Simone Callendar   | GBR    |
| 7     | Dolgormaa Erden    | MNG    |

### Offene Klasse
| Platz | Athlet               | Land |
| ----- | -------------------- | ---- |
| 1     | Midori Shintani      | JPN  |
| 2     | Cho Su-hee           | KOR  |
| 3     | Tong Wen             | CHN  |
| 3     | Anne-Sophie Mondière | KOR  |
| 5     | Susan Somolinos      | ESP  |
| 5     | Gertrud Müller       | GER  |
| 7     | Anastassija Kolkowa  | RUS  |
| 7     | Simone Callendar     | GBR  |

### Teambewerb
| Platz | Land                   |
| ----- | ---------------------- |
| 1     | Volksrepublik China    |
| 2     | Vereinigtes Königreich |
| 3     | Südkorea               |
| 3     | Japan                  |